# Clã Brodie
O Clã Brodie é um clã escocês da região de Moray, Escócia.
O atual chefe é Alexander Tristan Duff Brodie de Brodie, 27º chefe do Clã Brodie.